# Stictoleptura
Stictoleptura is een kevergeslacht uit de familie van de boktorren (Cerambycidae). De wetenschappelijke naam van het geslacht werd gepubliceerd in 1924 door Casey.

## Soorten
ondergeslacht Stictoleptura
- Stictoleptura antiqua (Vitali, 2005)
- Stictoleptura bartoniana (Cockerell, 1920)
- Stictoleptura benjamini (Sama, 1993)
- Stictoleptura canadensis (Olivier, 1795)
- Stictoleptura cardinalis (Daniel K. & Daniel J., 1898)
- Stictoleptura cordigera (Fueßlins, 1775)
- Stictoleptura eckweileri (Holzschuh, 1989)
- Stictoleptura erythroptera (Hagenbach, 1822)
- Stictoleptura excisipes (Daniel K. & Daniel J., 1891)
- Stictoleptura fontenayi (Mulsant, 1839)
- Stictoleptura gladiatrix Sama, 2008
- Stictoleptura heydeni (Ganglbauer, 1888)
- Stictoleptura igai (Tamanuki, 1943)
- Stictoleptura ivoroberti Sama, 2010
- Stictoleptura oblongomaculata (Buquet, 1840)
- Stictoleptura ondreji (Sláma, 1993)
- Stictoleptura pallidipennis (Tournier, 1872)
- Stictoleptura palmi (Demelt, 1972)
- Stictoleptura picticornis (Reitter, 1885)
- Stictoleptura rufa (Brullé, 1832)
- Stictoleptura simplonica (Fairmaire, 1885)
- Stictoleptura slamai Sama, 2010
- Stictoleptura tangeriana (Tournier, 1875)
- Stictoleptura tripartita (Heyden, 1889)
- Stictoleptura trisignata (Fairmaire, 1852)

ondergeslacht Aredolpona Nakane & Ohbayashi, 1957
- Stictoleptura dichroa (Blanchard, 1871)
- Stictoleptura rubra (Linnaeus, 1758)
- Stictoleptura succedanea (Lewis, 1879)

ondergeslacht Batesiata Miroshnikov, 1998
- Stictoleptura tesserula (Charpentier, 1825)

ondergeslacht Cribroleptura Vives, 2000
- Stictoleptura otini (Peyerimhoff, 1949)
- Stictoleptura stragulata (Germar, 1824)

ondergeslacht Maculileptura Danilevsky, 2014
- Stictoleptura maculicornis (De Geer, 1775)

ondergeslacht Melanoleptura Miroshnikov, 1998
- Stictoleptura scutellata (Fabricius, 1781)

ondergeslacht Miroshnikovia Danilevsky, 2014
- Stictoleptura deyrollei (Pic, 1895)

ondergeslacht Paracorymbia Miroshnikov, 1998
- Stictoleptura fulva (Degeer, 1775)
- Stictoleptura hybrida (Rey, 1885)
- Stictoleptura nadezhdae (Plavilstshikov, 1932)
- Stictoleptura pallens (Brullé, 1832)
- Stictoleptura pallidipennis (Tournier, 1872)
- Stictoleptura sambucicola (Holzschuh, 1982)
- Stictoleptura tonsa (Daniel K. & Daniel J., 1891)

ondergeslacht Pyrrholeptura Lazarev, 2016
- Stictoleptura pyrrha (Bates, 1884)

ondergeslacht Variileptura Danilevsky, 2014
- Stictoleptura variicornis (Dalman, 1817)

niet meer geaccepteerde namen
- Stictoleptura rubripennis (Pic, 1927) = Anoplodera rubripennis

## Synoniemen
- Aredolpona Nakane & Ohbayashi, 1957 (type: Leptura rubra)
- Paracorymbia Miroshnikov, 1998 (type: Leptura fulva)